# Orella de vaca
L'orella de vaca (Pseudohydnum gelatinosum) és una espècie de fong de l'ordre dels tremel·lals (Tremellales). És un fong gelatinós que viu sobre fusta i virosta de coníferes

## Sistemàtica i taxonomia
L'espècie va ser descrita l'any 1760 per Giovanni Antonio Scopoli com a Boletus acaulis amb material del que actualment és Eslovènia. L'espècie va ser sancionada per Fries (1821: 407).
L'any 1868, el micòleg finès Petter Adolf Karsten va descriure el gènere Pseudohydnum i com espècie tipus P. gelatinosum.
Han escollitcom a lectotip una il·lustració que apareix a NJ Jacquin.

## Iconografia seleccionada
Spirin et al (2023): Fig 7, p. 40

## Descripció
Fructificacions estipitades i lateralitzades, de barret en forma d'espàtula o llengua, de fins a 6 cm d'altura, de 2–4 mm gruix, superfície de gris aquosa a gris brunenca.
Revers cobert d'espines llargues, de fins a 3 mm de longitud, i una densitat de 5–8 per mm; pàl·lides, decurrents.
Cama de fins a 3 cm de longitud, gris aquosa, sovint coberta d'espines fins a la base.
Carn gelatinosa, consistent, translúcida; lleugerament resinosa al tast

## Distribució
Europa, Àsia (Urals, Sibèria, Rússia de l'Est).

## Ecologia
Sobre restes vegetals llenyosos de coníferes; des de l'estiu a finals de tardor, en ambients frescals i humits.

## Usos
No te interès culinari.